# Cyclamen persicum
Cyclamen persicum, el ciclamen de Pèrsia, més popularment conegut com a ciclamen; és una espècie de planta herbàcia perenne, tuberosa, de la família de les primulàcies que creix a partir d'un tubercle, distribuïda entre Grècia, Turquia, Xipre, Síria, Líban, Israel, Palestina i Jordània. També es troba a Algèria, a Tunísia i a les illes gregues de Rodes, Càrpatos i Creta, on pot ser que fos introdüida per part dels monjos. Les cultivars d'aquestes espècies es troben sovint en les floristeries.
És molt probable que ciclamen vingui del llatí cyclamen,cyclaminis o cyclaminos o del grec χύχλος, cyclos, que vol dir cercle.

## Varietats i formes
Hi ha dues varietats botàniques naturals i diverses formes botàniques, que es diferencien pel moment de la florida i el color predominants dels pètals.
- Cyclamen persicum var. persicum
florida a l'hivern i primavera — distribució en tot el rang
  - Cyclamen persicum var. persicum f. persicum
de blanca a rosa pàl·lid
  - Cyclamen persicum var. persicum f. albidum
blanc pur
  - Cyclamen persicum var. persicum f. roseum
rosada
  - Cyclamen persicum var. persicum f. puniceum
vermella a carmí

- Cyclamen persicum var. autumnale
florida a la tardor — Jericó

## Galeria

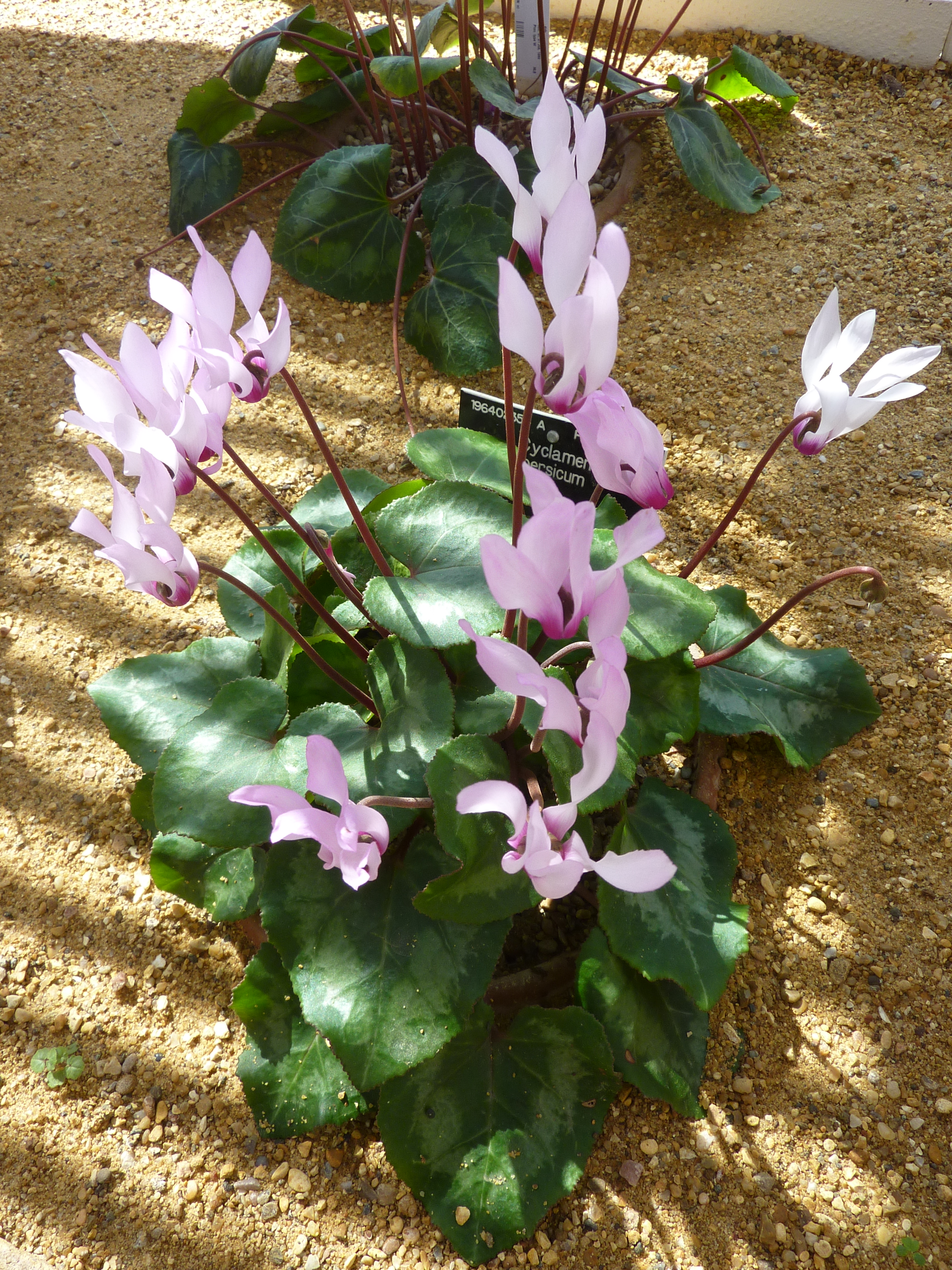
Vista de la planta
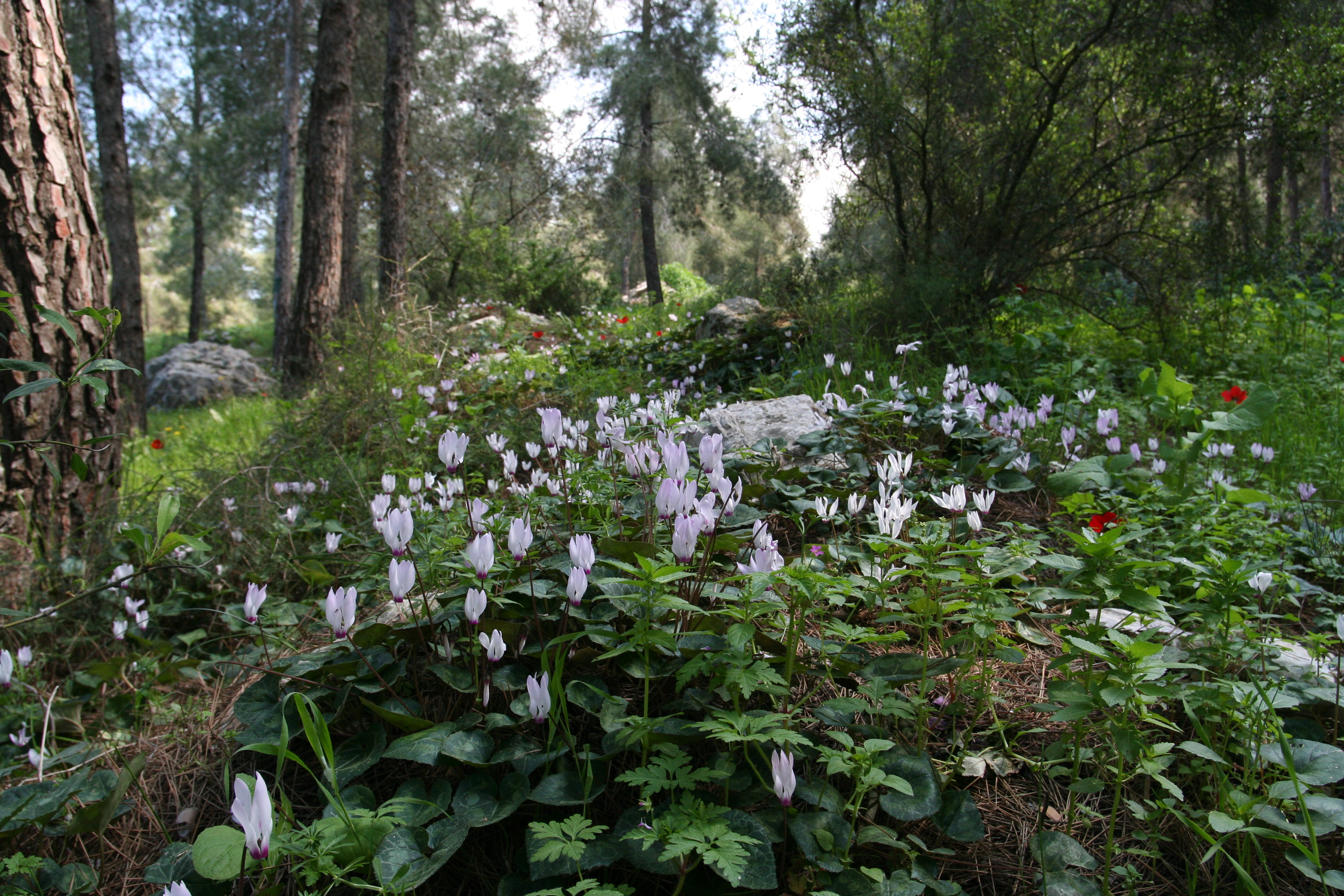
Vista general
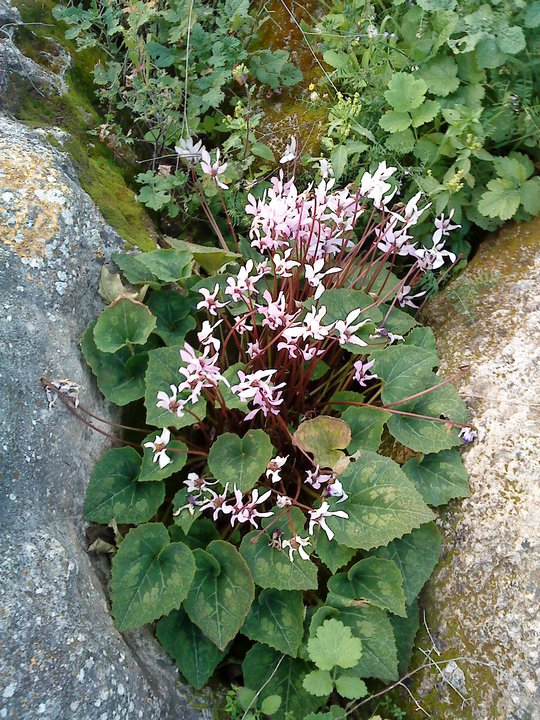
Al seu hàbitat
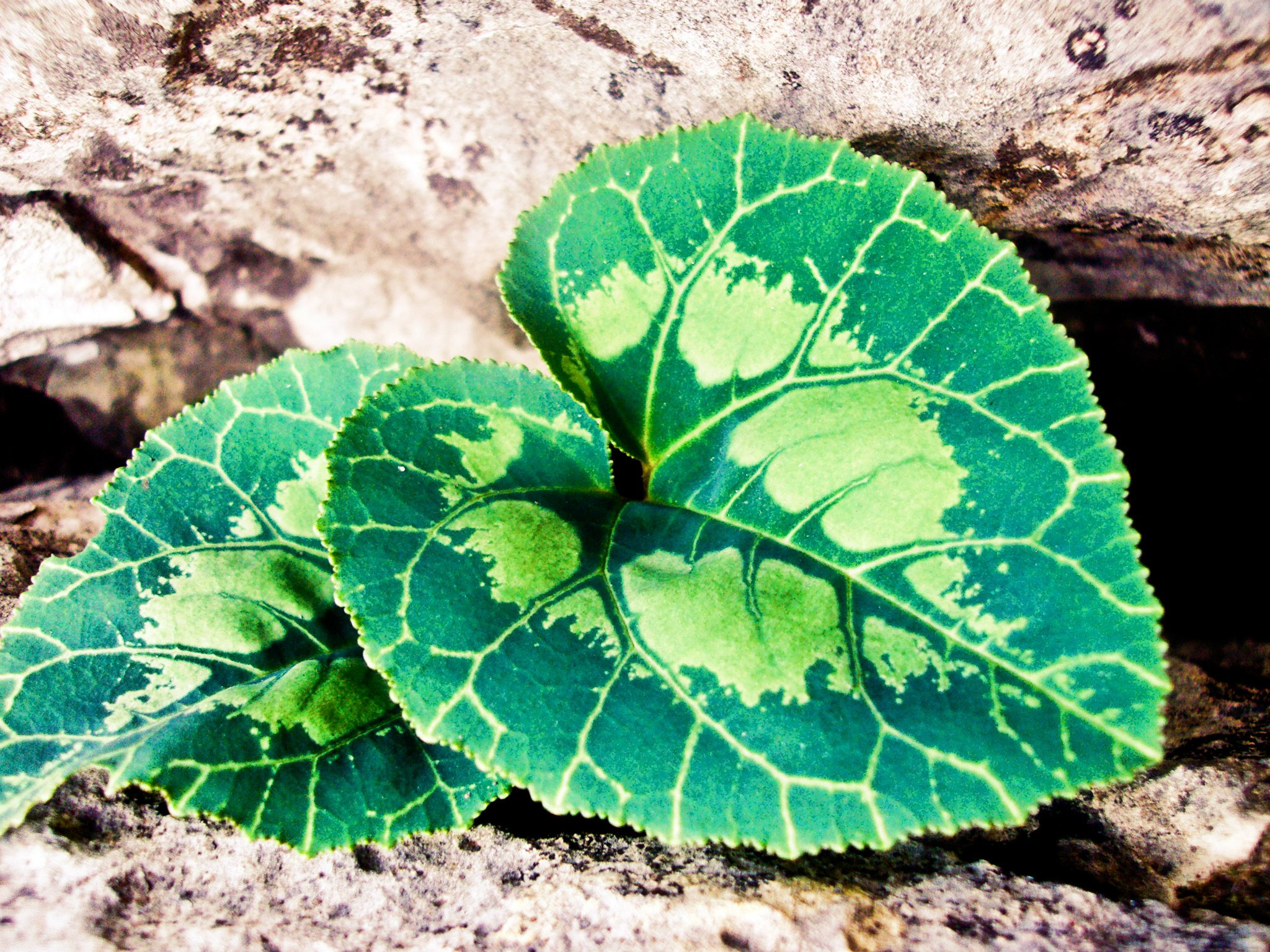
Detall de la fulla
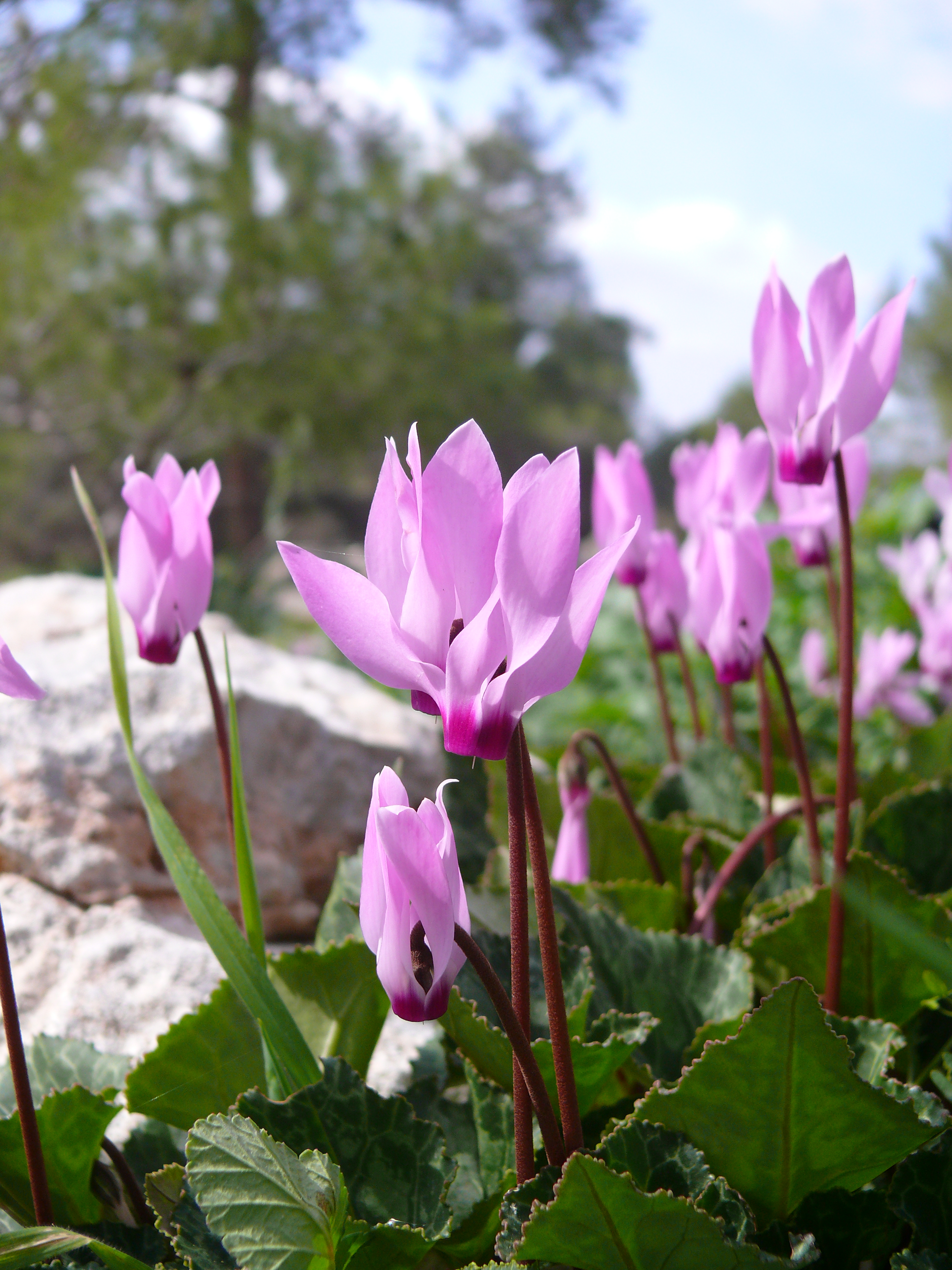
Flors